# メルキオーレ・チェザロッティ

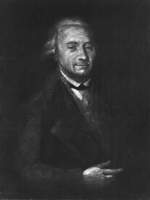
メルキオーレ・チェザロッティ

メルキオーレ・チェザロッティ（英語:Melchiore Cesarotti、1730年5月15日 - 1808年11月4日）は、イタリア・ヴェネツィア共和国支配下のパドヴァ出身の文学者、詩人、翻訳家。
チェザロッティはフランス革命を支持した啓蒙主義者で1763年に『オシアン』をイタリア語に翻訳し、イタリア文学界にロマン主義の気運と旋風を巻き起こしたとして名高い。

## 生涯
1730年5月15日、イタリア・パドヴァにて貧しい貴族の元に生まれる。
1763年にチェザロッティはスコットランドの作家、政治家、詩人、文芸収集家であるジェイムズ・マクファーソンが著した『オシアン』をイタリア語に翻訳し、フランスの軍人のナポレオン・ボナパルトの愛読書の一つとなった。
1768年、パドヴァ大学でギリシア語、ヘブライ語、古典語の教授として務める。なお、チェザロッティの教え子であったイタリアの詩人であるウーゴ・フォスコロらが影響を受けた。
パドヴァ大学に務めている間、古代ギリシアの吟遊詩人であるホメーロス著の叙事詩『イーリアス』も翻訳した。
1785年または1800年に主著『言語哲学論稿』を著して言語の問題に関して重要な著作となった。